# Misaki
Misaki (jap. みさき, ミサキ) – popularne żeńskie imię japońskie, jest także używane jako nazwisko, bardzo rzadko używane jako imię męskie.

## Możliwa pisownia
Misaki można zapisać używając wielu różnych znaków kanji i może znaczyć m.in.:
jako imię
- 美咲, „piękno, kwitnąć”
- 美沙紀, „piękno, piasek, kronika”

jako nazwisko
- 岬, „peleryna/przylądek”
- 三崎 „trzy, przylądek”
- 三咲 „trzy, kwitnąć”
- 美崎 „piękno, przylądek”

## Znane osoby
o imieniu Misaki
- Misaki Doi (美咲), japońska tenisistka
- Misaki Itō (美咲), japońska aktorka i modelka
- Misaki Kumakura (美咲), japońska wioślarka
- Misaki Shigeno (美咲), japońska skoczkini narciarska

o nazwisku Misaki
- Juri Misaki (みさき), japońska mangaka
- Kazuo Misaki (三崎), japoński zawodnik MMA i były judoka
- Mitsuhiro Misaki (見崎), japoński piłkarz
- Rina Misaki (三咲), japońska seiyū

## Fikcyjne postacie
o imieniu Misaki
- Misaki Aoyagi (美咲), bohaterka mangi i anime Loveless
- Misaki Asō (海咲), jedna z głównych bohaterek gry Zero: Tsukihami no Kamen
- Misaki Ayuzawa (美咲), główna bohaterka mangi i anime Kaichō wa Maid-sama!
- Misaki Fujioka (藤冈未咲), bliźniacza siostra Mei Misaki z mangi, anime, powieści i filmu Another
- Misaki Harada (美咲), bohaterka mangi i anime Gakuen Alice
- Misaki Kirihara (未咲), bohaterka mangi i anime Darker than Black
- Misaki Matsuya (美咲), bohaterka mangi i anime Excel Saga
- Misaki Nakahara (岬), bohaterka powieści, mangi i anime NHK ni yōkoso!
- Misaki Suzuhara (みさき), główna bohaterka mangi i anime Angelic Layer
- Misaki Takahashi (美咲), główny bohater mangi i anime Junjō Romantica

o nazwisku Misaki
- Mei Misaki (見崎), bohaterka mangi, anime, powieści i filmu Another
- Runo Misaki (美咲), jedna z głównych bohaterek anime Bakugan Battle Brawlers
- Tarō Misaki (岬), postać z anime Kapitan Tsubasa